# Frieser
Frieser (også Friser og Friserhest) er en hesterace der tilhører de barokke heste ligesom Andalusier og Lipizzaner. Den egner sig til både kørsel, ridning, dressur og show. 
Kendetegn:
- Oprindelse: Friesland i Holland
- Egenskaber: Dressurhest, Showhest, Kørehest
- Farve: Sort uden aftegn
- Højde: Oftest 160-165 cm. Dog særlige min. krav i forbindelse med kåringsgrader.
- Temperament: Typisk en klog hest med et roligt gemyt. Knytter sig meget til sit menneske.
- Avlshingste: Der er pt. ingen avlsgodkendte hingste i Danmark.
- Udbredelse: Der er ca. 1.500 friserheste i DK og 65.000 på verdensplan.
- Kåringsregler: Alle frisere bedømmes efter ens regler af dommere udsendt fra hovedforbundet.

## 9Kilder
1. ↑  "Dansk Frieser Forbund". Arkiveret fra originalen 27. maj 2013. Hentet 12. juni 2013.